# Gymnaestrada

Logo der Fédération Internationale de Gymnastique (FIG)

Als Gymnaestrada oder auch Weltgymnaestrada wird ein von der Fédération Internationale de Gymnastique (FIG) organisiertes Turnfest bezeichnet, das – wie die Olympischen Spiele – alle vier Jahre stattfindet. Im Mittelpunkt einer jeden Gymnaestrada stehen verschiedenste turnerische Vorführungen, die allerdings nicht aneinander gemessen werden.

## Etymologie
„Gymnaestrada“ ist ein vom Holländer Jan Sommers erfundenes Kunstwort als Verbindung von „Gymnastik“ (Weltbegriff für alles, was mit den Turnsportarten zu tun hat), „strada“ (Straße) und „estrada“ (Bühne).

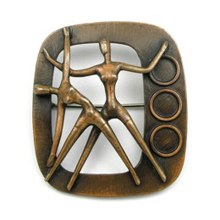
Anstecknadel in Bronze für die Gymnaestrada 1975 in Berlin – entworfen von Prof. Herbert Zeitner und hergestellt von B.H. Mayer’s

## Turnfestival ohne Leistungsdruck
Seit 1953 treffen sich tausende begeisterte Turner aus vielen Ländern Europas und anderer Kontinente eine Woche lang zu einem Festival des Breitensports, das Juan Antonio Samaranch als das „wichtigste der Welt“ bezeichnete. Gruppen ab 10 Personen zeigen in kunst- und phantasievollen Choreografien Turnsport in vielen Spielarten: Gymnastik, Showtanz, Akrobatik, Hochgeschwindigkeitsturnen, Aerobic, synchrones Gerätturnen, Rhönrad, Rope Skipping und vieles andere.
Die Weltgymnaestrada ist kein Wettbewerb. Die Werte liegen in faszinierender Bewegung und internationaler Begegnung. Die Teilnehmer zeigen frei von Wertungs- und Punktedruck dennoch turnsportliche Höchstleistungen. Die FIG stellt damit das für Fitness, Wellness, Gesundheit und das soziale Leben so wichtige „Turnen für alle“ in den Mittelpunkt und lädt zum Aktivwerden ein.
Bei der Weltgymnaestrada in Lissabon 2003 lag das Durchschnittsalter der Teilnehmer bei 35 Jahren, 80 Prozent waren weiblich.

### Die Veranstaltungen einer Weltgymnaestrada
(Größenordnungen in Klammer von der Weltgymnaestrada 2007 in Dornbirn)
- Hallenvorführungen (jede der 300 Gruppen mit 10 bis 30 Teilnehmern tritt an drei verschiedenen Tagen an)
- Großgruppenvorführungen (in Lustenau mit bis zu 1.180 Mitgliedern)
- Nationale Abende als Abendveranstaltung und die Gala des Weltturnverbandes FIG (19 90-minütige aufwendige Vorführungen mit Show-Charakter)
- Stadtvorführungen auf Openair-Bühnen außerhalb des Hallengeländes (eingeführt in Lissabon 2003; 2007 400 Vorführungen auf acht Bühnen in Höchst, Hard, Bregenz, Wolfurt, Dornbirn, Hohenems, Rankweil und Feldkirch)
- Übungsleiterforum als workshopartige Lehrveranstaltungen mit Theorie und Praxis
- Eröffnungs- und Abschlussveranstaltung (Aufmarsch aller Teilnehmer, Zeremoniell und anschließender Turnshow)

## Liste der Veranstaltungen
| Nummer | Jahr | Datum            | Austragungsort | Länder | Teilnehmer |
| ------ | ---- | ---------------- | -------------- | ------ | ---------- |
| 1      | 1953 | –                | Rotterdam      | 14     | 5000       |
| 2      | 1957 | –                | Zagreb         | 16     | 6000       |
| 3      | 1961 | 26.–30. Juli     | Stuttgart      | 16     | 10.000     |
| 4      | 1965 | 20.–24. Juli     | Wien           | 28     | 15.600     |
| 5      | 1969 | 2.–6. Juli       | Basel          | 29     | 9600       |
| 6      | 1975 | 1.–5. Juli       | Berlin         | 23     | 10.500     |
| 7      | 1982 | 13.–17. Juli     | Zürich         | 23     | 14.200     |
| 8      | 1987 | 7.–11. Juli      | Herning        | 25     | 17.300     |
| 9      | 1991 | 15.–20. Juli     | Amsterdam      | 28     | 19.500     |
| 10     | 1995 | 9.–15. Juli      | Berlin         | 34     | 19.300     |
| 11     | 1999 | 2.–10. Juli      | Göteborg       | 39     | 22.000     |
| 12     | 2003 | 20.–26. Juli     | Lissabon       | 46     | 23.000     |
| 13     | 2007 | 8.–14. Juli      | Dornbirn       | 53     | 22.000     |
| 14     | 2011 | 10.–16. Juli     | Lausanne       | 55     | 19.100     |
| 15     | 2015 | 12.–18. Juli     | Helsinki       | 55     | 21.000     |
| 16     | 2019 | 7.–13. Juli      | Dornbirn       | 65     | 18.000     |
| 17     | 2023 | 30. Juli–5. Aug. | Amsterdam      | 56     | 19.322     |
| 18     | 2027 | 11.–17. Juli     | Lissabon       |        |            |

## Gymnaestrada 2007 Dornbirn
Die 13. Weltgymnaestrada fand vom 8. bis 14. Juli 2007 in Dornbirn, Vorarlberg statt. Erwartet wurden 22.000 Teilnehmer aus 56 Ländern aller fünf Kontinente. Bis auf eine Ausnahme (Herning in Dänemark) wurde die Weltgymnaestrada bis zu diesem Zeitpunkt immer in einer Großstadt ausgerichtet. Da Dornbirn als Mittelstadt nicht über die entsprechenden Kapazitäten verfügt, wurden die Teilnehmer in Schulen und Hotels der Gemeinden im gesamten Vorarlberger Rheintal und der Umgebung untergebracht. Dieses Konzept der „Nationendörfer“ mit zahlreichen Nebenveranstaltungen sollte es ermöglichen, der Bevölkerung des Vierländerecks Deutschland, Schweiz, Liechtenstein und Österreich die Veranstaltung und die Teilnehmer besonders nahezubringen.

## Gymnaestrada 2019 Dornbirn
Die 16. Weltgymnaestrada fand vom 7. bis zum 13. Juli 2019 zum zweiten Mal in Dornbirn statt. Unter dem Motto „Come together. Show your colours!“ wurden bis zu 20.000 Sportler aus über 60 Nationen erwartet.